# Damage Done
Damage Done è il sesto album pubblicato dal gruppo melodic death metal svedese Dark Tranquillity nel 2002.
Per la canzone "Monochromatic Stains" è stato anche prodotto un video musicale. Girato in monocromia, presenta analogie sia tematiche che visive con il film Il gabinetto del dottor Caligari.
Numerose versioni dell'album contengono anche una traccia bonus intitolata "I, Deception" oltre al video musicale di "Monochromatic Stains".
Nella versione giapponese dell'album è presente una diversa traccia bonus, "The Poison Well". L'edizione in vinile include la traccia "I, Deception" oltre ad avere una diversa grafica di copertina.

## Tracce
1. Final Resistance – 3:01 (musica: Henriksson)
2. Hours Passed in Exile – 4:45 (musica: Henriksson, Jivarp, Nicklasson, Brändström)
3. Monochromatic Stains – 3:37 (musica: Jivarp, Brändström)
4. Single Part of Two – 3:51 (musica: Jivarp, Henriksson)
5. The Treason Wall – 3:30 (musica: Jivarp, Henriksson, Sundin)
6. Format C: For Cortex – 4:29 (musica: Jivarp, Henriksson, Sundin)
7. Damage Done – 3:27 (musica: Henriksson, Jivarp)
8. Cathode Ray Sunshine – 4:14 (musica: Brändström, Jivarp, Henriksson)
9. The Enemy – 3:56 (musica: Henriksson, Nicklasson, Jivarp)
10. White Noise / Black Silence – 4:09 (musica: Henriksson, Jivarp)
11. Ex Nihilo (instrumental) – 4:33 (musica: Sundin, Nicklasson, Henriksson)
12. The Poison Well (traccia bonus dell'edizione giapponese) – 4:07 (musica: Henriksson, Jivarp, Sundin)

## Formazione
- Mikael Stanne - voce
- Niklas Sundin - chitarra
- Martin Henriksson - chitarra
- Michael Nicklasson - basso
- Anders Jivarp - batteria
- Martin Brändström - tastiere

## Produzione
- Produzione di Fredrik Nordström e Patrik J. Sten
- Masterizzazione di Göran Finnberg presso The Mastering Room

## Altri crediti
- Grafica e design di Niklas Sundin e Cabin Fever Media
- Video di "Monochromatic Stains" creato da Achilleas Gatsopoulos